# John Demjanjuk
John Demjanjuk, egentligen Ivan Mikolajovitj Demjanjuk (ukrainska: Іван Миколайович Дем'янюк), född 3 april 1920 i Berdytjiv i Guvernementet Kiev, död 17 mars 2012 i Bad Feilnbach i Bayern, var en ukrainsk nazistisk krigsförbrytare under andra världskriget. Han är mest berömd för en rättegång i Israel 1986–1988, där han blev den siste att dömas till döden i landet, men frikändes efter överklagan. 
Demjanjuk utpekades som lägervakt i nazistisk tjänst under andra världskriget. Han anklagades först för att ha varit en ökänd, men aldrig identifierad, lägervakt kallad ”Ivan den Förskräcklige” i de nazistiska förintelselägren Treblinka och Sobibór. Efter att ha blivit frikänd från denna anklagelse av Israels högsta domstol år 1993, utpekades Demjanjuk istället som lägervakt i koncentrationslägren Sobibór, Majdanek och Flossenbürg, anklagelser som Demjanjuk tillbakavisade men senare dömdes för i tysk domstol. 2011 dömdes den då 91-årige Demjanjuk till fem års fängelse för medhjälp till mord på 28 060 personer i Sobibór. 

## Biografi
John Demjanjuk föddes som Ivan Mikolajovitj Demaniuk år 1920 i den lilla orten Dubovi Macharintsi i närheten av Kosjatyn i dagens Ukraina.
År 1940 påbörjade Demjanjuk sin värnplikt i sovjetiska Röda armén. Två år senare, år 1942, blev han tysk krigsfånge. Det är frågetecknen kring vad Demjanjuk ägnade sig åt fram till krigsslutet år 1945 som ledde fram till åtalen mot honom. Enligt Demjanjuks eget vittnesmål var han krigsfånge till 1945 då han gick med i en av tyskarna organiserad milis som fram till krigsslutet slogs mot Sovjetunionen på östfronten. År 1951 emigrerade Demjanjuk till USA, och 1958 blev han amerikansk medborgare. Fram till sin pension arbetade han som bilmekaniker. 

### Utlämning till Israel och åtal
År 1977 begärde det amerikanska justitiedepartementet att Demjanjuk skulle fråntas sitt medborgarskap eftersom han i sin uppehållstillståndsansökan skulle ha dolt att han varit lägervakt i förintelseläger under andra världskriget. År 1981 godkände en lokal domare justitiedepartementets begäran med motiveringen att Demjanjuk varit lägervakt i Treblinka och Sobibór och att han fått sin utbildning till detta i SS träningsläger Trawniki. Beslutet överklagades av Demjanjuk. 
År 1983 begärde Israel att Demjanjuk skulle utlämnas för att i Israel ställas inför rätta för brott mot mänskligheten. Utlämningen genomfördes 1986, och rättegången som började samma år pågick till april 1987. Enligt åklagaren var Demjanjuk identisk med "Ivan den Förskräcklige" som var den ukrainske lägervakt som skötte gaskammaren i Treblinka mellan oktober 1942 och september 1943. Detta bevisades enligt åklagaren av Demjanjuks ID-kort från Trawniki. Försvaret kontrade dock med att ID-kortet förfalskats av de sovjetiska myndigheterna för att misskreditera Demjanjuk. Huruvida ID-kortet bevisar att Demjanjuk är "Ivan den Förskräcklige" har aldrig klarlagts. 
Den israeliska domstolen dömde den 18 april 1988 Demjanjuk till döden genom hängning. Denna dom överklagade Demjanjuk i flera instanser. År 1993 friades han av Israels högsta domstol som inte ansåg det bevisat att han var identisk med ”Ivan den Förskräcklige”. Demjanjuk hade då suttit i isoleringscell i fem år. Beslutet grundade sig delvis på vittnesmål från före detta vakter och fångar som sade att Ivans efternamn var Marchenko och inte Demjanjuk. Efter den friande domen i Israel fick Demjanjuk tillbaka sitt amerikanska medborgarskap efter att ha vunnit ett nytt överklagande av beslutet om fråntagande. I denna rättegång befanns federala amerikanska åklagare ha undanhållit bevis från försvaret, och Demjanjuk återvände till USA.

### Förnyade anklagelser
År 1999 åtalades dock Demjanjuk på nytt, denna gång inte för brotten som förknippades med ”Ivan den Förskräcklige” utan för förbrytelser som eljest begåtts medan Demjanjuk varit lägervakt i Sobibór, Majdanek och Flossenbürg. Rättegången inleddes 2001, och i maj 2004 slog en högre instans fast att Demjanjuk kunde fråntas sitt medborgarskap eftersom det bevisats att han hade tjänstgjort som lägervakt i förintelselägren under kriget och därför ljugit i sin uppehållstillståndsansökan. Demjanjuk överklagade även denna dom men den 21 juni 2005 beslutade domstolen att den då 85-årige Demjanjuk kunde deporteras. Den 28 december 2005 beslutade en amerikansk domstol att Demjanjuk skulle utlämnas till Ukraina.
Efter detta domslut förde Demjanjuk en flerårig rättslig kamp för att få stanna i USA. Den 19 maj 2008 avslog USA:s högsta domstol Demjanjuks begäran om prövningstillstånd. Demjanjuk skulle sedan utlämnas till sitt hemland, Ukraina, eller eventuellt till Tyskland eller Polen, där han efterlysts för krigsförbrytelser.
Den 9 december 2008 bestämde en tysk federal domstol att Demjanjuk kunde åtalas i Tyskland.
På grund av dålig hälsa beviljades uppskov av deportering från USA, men i början av 2009 hävdes detta beslut i domstol och förberedelser för utvisning till Tyskland inleddes.
Den 14 april 2009 hämtade federala agenter den 89-årige Demjanjuk i dennes hem i Seven Hills i Ohio för utvisning till Tyskland. Tyska åklagare hävdade att Demjanjuk hade gjort sig skyldig till medhjälp till massmord på cirka 29 000 personer i det nazityska förintelselägret Sobibór. Demjanjuks son gjorde samma dag en hemställan till United States Court of Appeals for the Sixth Circuit som ställde in utvisningen.
Till slut fastslog en federal domstol i USA den första maj 2009 att det ej fanns hinder för att utlämna Demjanjuk till Tyskland. Domstolen sade att läkarutlåtanden inte kunnat visa att ett utlämnande riskerade att vålla den sjuke Demjanjuk sådana men att han måste tillåtas stanna i USA.
Den 7 maj 2009 beslutade USA:s högsta domstol att inte ta upp fallet och Demjanjuk flögs till Tyskland den 11 maj 2009 där åtal väntade honom för medhjälp till mord på 28 060 judar. Han internerades i Stadelheimfängelset i väntan på rättegång. 

### Rättegång och dom
Rättegången med anledning av det tyska åtalet inleddes den 30 november 2009 i München. Processen pågick under nästan ett och ett halvt år, bland annat med anledning av Demjanjuks hälsotillstånd. Ett problem för åklagaren var att det inte längre fanns några överlevande som kunde vittna mot Demjanjuk, utan åtalet byggde på ytterligare kärandeparter och indicier, samt en teori att Demjanjuk, om han bevisats vara lägervakt i Sobibór m fl läger, bar ett kollektivt ansvar för de avrättningar av lägerfångar som ägt rum under hans tjänstetid, alltså en vidsträckt form av medhjälp till mord.
Ännu i augusti 2010 pågick rättegången, som Demjanjuk till stora delar spenderade i en säng i rättssalen, och åklagarsidan påstod bland annat att Demjanjuk varit vakt i Flossenbürg.
Den 12 maj 2011 dömdes den då 91-årige Demjanjuk till fem års fängelse för medhjälp till mord på 28 060 personer i Sobibór. Enligt domen verkade Demjanjuk som lägervakt i Sobibór från den 27 mars till i mitten av september 1943. Detta var första gången som någon dömts som medskyldig till mord i samband med Förintelsen, eller i något rättsfall i Tyskland i modern tid, utan att funnits faktiskt ansvarig till mord på en konkret person. Demjanjuk och hans försvarsteam överklagade domen. 
I en kommentar till domen sade Efraim Zuroff, chef för Simon Wiesenthal-centret: ”Dagens dom är en efterlängtad seger för offren, deras anhöriga och folk med moraliskt samvete”. Zuroff beklagade dock att Demjanjuk släppts fri i väntan på rättegång i högre instans, då flyktrisken sågs som obefintlig. Demjanjuk avled den mindre än ett år senare, den 17 mars 2012 och medan överklagan fortfarande behandlades, bosatt på ett vårdhem. Som följd av detta, och då avlidna inte kan prövas under tysk rätt, förblev han oskyldig i lagens mening till de brott som han i underinstansen dömts för. Därmed kom också inverkan av det prejudikat som följt om Demjanjuk ansetts som personligen skyldig att förfalla, och frågan förblir öppen vad gäller tysk straffrätt. Jämförelsevis kan en avliden person inte dömas i svensk domstol, och domen ska i så fall undanröjas, men om personen avlider efter att ha fällts kan frågan prövas om anhöriga överklagar domen i dennes ställe.